# 拉庞格阿
拉庞格阿（Lapanga），是印度贾坎德邦Hazaribag县的一个城镇。总人口7354（2001年）。

## 人口
该地2001年总人口7354人，其中男性3939人，女性3415人；0—6岁人口1144人，其中男579人，女565人；识字率60.69%，其中男性为70.02%，女性为49.93%。